# Кашина Катанео (Варезе)
Кашина Катанео је насеље у Италији у округу Варезе, региону Ломбардија.
Према процени из 2011. у насељу је живело 111 становника. Насеље се налази на надморској висини од 202 м.